# Douglas Smith (special effects)
Douglas Smith is een Amerikaans special effect artiest voor Film. Hij is vooral bekend voor zijn werk in Star Wars: Episode IV - A New Hope (1977) True Lies (1994) en Independence Day (1996).

## Werk
Een selectie uit zijn werk:
- Winter's Tale (2014)
- Percy Jackson: Sea of Monsters (2013)
- Alvin and the Chipmunks: Chipwrecked (2011)
- Aliens in the Attic (2009)
- Alvin and the Chipmunks: The Squeakquel (2009)
- Evan Almighty (2007)
- Garfield: A Tail of Two Kitties (2006)
- The Flintstones in Viva Rock Vegas (2000)
- Flubber (1997)
- Independence Day (1996)
- True Lies (1994)
- Spaceballs (1987)
- Star Trek: The Motion Picture (1979)
- Star Wars: Episode IV: A New Hope (1977)

## Erkentelijkheden[1]
- 1997 - Oscar Best Effects, Visual Effects met Independence Day (1996)
- 1997 - Nominatie voor een BAFTA Best Achievement in Special Visual Effects met Independence Day (1996)
- 1997 - Academy of Science Fiction Fantasy & Horror Films met Independence Day (1996)
- 1997 - Satellite Award Best Visual Effects met Independence Day (1996)
- 2016 - Golden Horse Award Best Visual Effects met Xun long jue(2015)